# Il mio domani
Il mio domani è un film del 2011 diretto da Marina Spada, interpretato da Claudia Gerini, Raffaele Pisu, Claudia Coli, Paolo Pierobon, Lino Guanciale, Enrico Bosco e Mauro Negri.
Il titolo del film è tratto da versi della poetessa Antonia Pozzi, a cui la regista aveva dedicato il suo film precedente, Poesia che mi guardi, che aprono i titoli di coda del film: "Se chiudo gli occhi a pensare / quale sarà il mio domani, / vedo una larga strada / che sale / dal cuore d'una città sconosciuta / verso gli alberi alti / d'un antico giardino."

## Trama
Monica è una quarantacinquenne la cui vita scorre fra normali abitudini. La casa, il lavoro, le ossessioni religiose del padre, una relazione con un uomo sposato. La morte del padre, le critiche a lei rivolte da un impiegato e la fine del rapporto amoroso, la obbligheranno ad una attenta riflessione sulla propria identità, che la porterà a cambiare pagina rivoluzionando tutta la sua vita e scegliendo un percorso identitario opposto al precedente.

## Produzione
Il film è prodotto da Francesco Pamphili per la Film Kairós in collaborazione con RAI Cinema, con il sostegno per 900.000 euro del Ministero per i Beni e le Attività Culturali/Direzione Generale per il Cinema e della Regione Lombardia.

## Distribuzione
Il mio domani è stato presentato in concorso al Festival Internazionale del Film di Roma 2011 e al BIFEST di Bari, al Festival Cinematografico Internacional del Uruguay, al 8 1/2 Festa du Cinema Italiano in Portogallo, al Annual WorldFest-Houston International Film Festival e al Tiburon International Film Festival, ha partecipato alla rassegna di cinema italiano Open Roads di New York.

## Incassi
Il film ha incassato circa 54.000 euro.

## Riconoscimenti
- 2011 - Festival Internazionale del Film di Roma
  - Candidatura Marc'Aurelio d'Oro per il miglior film a Marina Spada
- 2012 - David di Donatello
  - Candidatura Migliore attrice protagonista a Claudia Gerini
- 2012 - Nastro d'argento
  - Candidatura Migliore attrice protagonista a Claudia Gerini
- 2012 - Premio Flaiano
  - Premio all'interprete femminile a Claudia Gerini
- 2013 - Film Festival Lavoroperlapersona
  - Premio Vincitore Film Festival Offida 2013 http://www.lavoroperlapersona.it/